# Ракета (теплоход)
«Ракета» — серия советских пассажирских речных судов на подводных крыльях (проекты 340, 340Э, 340МЕ), предназначенных для скоростных перевозок на пригородных и местных линиях протяжённостью до 600 километров.

## История
Выпуск «Ракет» начался в 1957 году и продолжался до середины 1970-х годов. Всего было построено около четырёхсот теплоходов. Первое экспериментальное судно на подводных крыльях «Ракета-1» было построено на заводе «Красное Сормово». Свой первый рейс, в составе Волжского объединённого речного пароходства, «Ракета-1» совершила 25 августа 1957 года. В ходе этого рейса расстояние в 420 километров от Горького до Казани было пройдено за семь часов, на борту находилось тридцать пассажиров. На одном из ходовых испытаний судна на подводных крыльях «Ракета-1», организованных Р. Е. Алексеевым, присутствовал в качестве гостя конструктор космической техники С. П. Королёв. Несколько раз ходовые испытания судна на подводных крыльях «Ракета-1» выполнял прославленный лётчик Герой Советского Союза Михаил Девятаев, который в годы Великой Отечественной войны смог бежать из плена, угнав вражеский бомбардировщик.
В Москве «Ракета-1» появилась в дни проведения VI международного фестиваля молодёжи и студентов летом 1957 года. Судно привёл в столицу главный конструктор — Р. Е. Алексеев — и лично продемонстрировал её Н. С. Хрущёву.
Серийный выпуск «Ракет» был налажен на Феодосийском судостроительном заводе «Море». С 1959 года по 1976 год было построено 389 «Ракет», в том числе более тридцати на экспорт. Высокооборотные дизельные двигатели поставлялись ленинградским заводом «Звезда».
Массовая эксплуатация «Ракет» в Москве и Московской области в качестве общественного транспорта велась с начала 1960-х до 2006 года. Существовали городские маршруты на Москве-реке и пригородные маршруты на канале имени Москвы от Северного речного вокзала до Чиверёво, Пирогово, Аксаково, Тишково, Чёрной речки и других пристаней. С 2007 года в Московском регионе «Ракеты» эксплуатировались только на прогулочных маршрутах. В настоящее время эксплуатация «Ракет» в качестве общественного транспорта сохранилась только на реке Лене.
«Ракеты» эксплуатировались на необычных и интересных маршрутах между городами Тарту на реке Эмайыги и Псков на реке Великая, на озере Ильмень, как регулярный маршрут Новгород — Старая Русса и обратно, между городами Кёльном и Дюссельдорфом на реке Рейне, между городами Лондоном и Грейвзендом на реке Темзе.
Несколько «Ракет» использовались в качестве водного транспорта для обслуживания правительственных делегаций, приезжающих в СССР. Одна «Ракета» находилась в распоряжении КГБ СССР.
Существовала пожарная модификация «Ракета-П» с двумя пожарными стволами и системами водяной и воздушно-пенной защиты. Дальность «стрельбы» — 90 метров. Подача воды — 800 м³/час. В 2003 году был выведен из эксплуатации последний экземпляр «Ракеты-П». Судно получило серьёзные повреждения при выполнении спасательной операции. В 2011 году после проведения ремонтных работ судно было установлено на территории учебной базы МЧС в Санкт-Петербурге. Используется в качестве музейного экспоната.
«Ракеты» были очень популярны в СССР и за его пределами. Их упоминали в песнях и стихах. Название «Ракета» стало нарицательным, и часто так называют все суда подобного типа, путая «Ракеты» с «Метеорами» и другими судами на подводных крыльях. С появлением этих скоростных теплоходов пассажиры получили возможность быстро добираться по воде до труднодоступных населённых пунктов. Поездка на «Ракете» в какую-нибудь живописную бухту была одним из любимых видов семейного отдыха на реке. Главным отличием «Ракеты» от всех остальных речных судов на подводных крыльях является наличие большой открытой площадки в кормовой части.
«Ракеты» обладают привлекательным внешним видом и поэтому многие из них не утилизировались после списания, а устанавливались на берегах водоёмов, в парках и тому подобных локациях и внутри переделывались под кафе, музеи и другие объекты.
На Всемирной выставке 1958 года в Брюсселе за создание первого в мире пассажирского теплохода на подводных крыльях «Ракета», а также пассажирского катера «Волга» завод «Красное Сормово» был награждён Большой золотой медалью.

## Конструкция
Клёпаные корпус и надстройка изготовлены из дюралюминия, за исключением некоторых стальных деталей. Корпус разделён водонепроницаемыми переборками на семь отсеков. За форпиком начинается пассажирский салон; в нём установлены 66 кресел авиационного типа — рядами по три с каждого борта. Ближе к корме расположено машинное отделение. В кормовой части судна расположена открытая прогулочная палуба; с неё можно попасть в санузел, а также — по трапу — на тентовую палубу. Ходовая рубка, полуутопленная в машинное отделение, расположена в кормовой части тентовой палубы, там же находятся швартовые кнехты и трап-сходня для пассажиров.

### Крыльевое устройство
Теплоход оснащён носовым и кормовым крыльями плоско-выпуклого профиля с заострённой передней кромкой. Крылья крепятся к корпусу разборными стойками: нижняя часть стоек приварена к крылу, а верхняя болтами крепится к корпусу. Фланцевое соединение стоек допускает использование клиньев для изменения угла атаки крыла. Крыльевые устройства закреплены на трёх стойках, функцию центральной стойки заднего крыла выполняет кронштейн гребного вала.

### Силовая установка
На первых «Ракетах» устанавливали 12-цилиндровые V-образные судовые дизели М50-6 правого вращения мощностью 1000 л. с. при 1700 об/мин., на последующих — М50Ф-3 мощностью 1200 л. с. при 1850 об/мин. Система охлаждения двигателя — двухконтурная, водомасляная. Запуск двигателя пневматический; производится при помощи пускового крана в рубке. 40-литровые баллоны со сжатым воздухом находятся в специальных карманах в носовой части рубки. Для вспомогательных систем на судне установлен дополнительный дизель 2Ч8,5/11 мощностью 10 л. с. при 1500 об/мин.
Выхлопные трубопроводы расположены с обоих бортов, и выхлоп главного двигателя можно переключать с одного борта на другой, чтобы предотвратить задымление причала или использовать при швартовке реакцию выхлопной струи. Выхлопная система охлаждается впрыскиваемой забортной водой.

## Распространение
- Армянская Советская Социалистическая Республика — эксплуатация ≈ до 1985 года
- Белорусская Советская Социалистическая Республика, Белоруссия — эксплуатация до 1993 года
- Народная Республика Болгария, Болгария
- Великобритания — эксплуатация до 1976 года
- Венгерская Народная Республика — эксплуатация до 1986 года
- Вьетнам  — эксплуатация до 2013 года (маршрут Вунг Тау — Хо ши Мин)
- Федеративная Республика Германии, Германия — эксплуатация до 1997 года
- Казахская Советская Социалистическая Республика, Казахстан — эксплуатация до 1993 года
- Канада — эксплуатация до 1968 года
- Китай
- Латвийская Советская Социалистическая Республика — эксплуатация ≈ до 1985 года
- Литовская Советская Социалистическая Республика, Литва — эксплуатируется на маршруте Каунас – Нида
- Никарагуа — эксплуатация до 1999 года
- Польская Народная Республика, Польша
- Российская Советская Федеративная Социалистическая Республика, Россия - 1 судно в эксплуатации на реке Лена
- Румынская Социалистическая Республика, Румыния — эксплуатация до 2001 года
- Югославия, Союз Сербии и Черногории, Сербия
- Соединённые Штаты Америки — эксплуатация до 1970 года
- Украинская Советская Социалистическая Республика, Украина
- Финляндия
- Чехословакия, Словакия
- Эстонская Советская Социалистическая Республика, Эстония

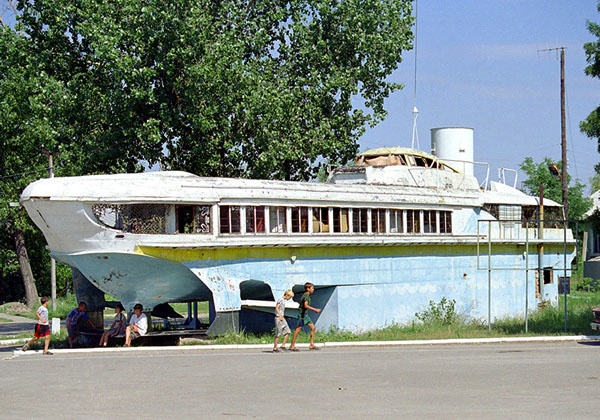
Списанная «Ракета» в городе Вилково (Украина)
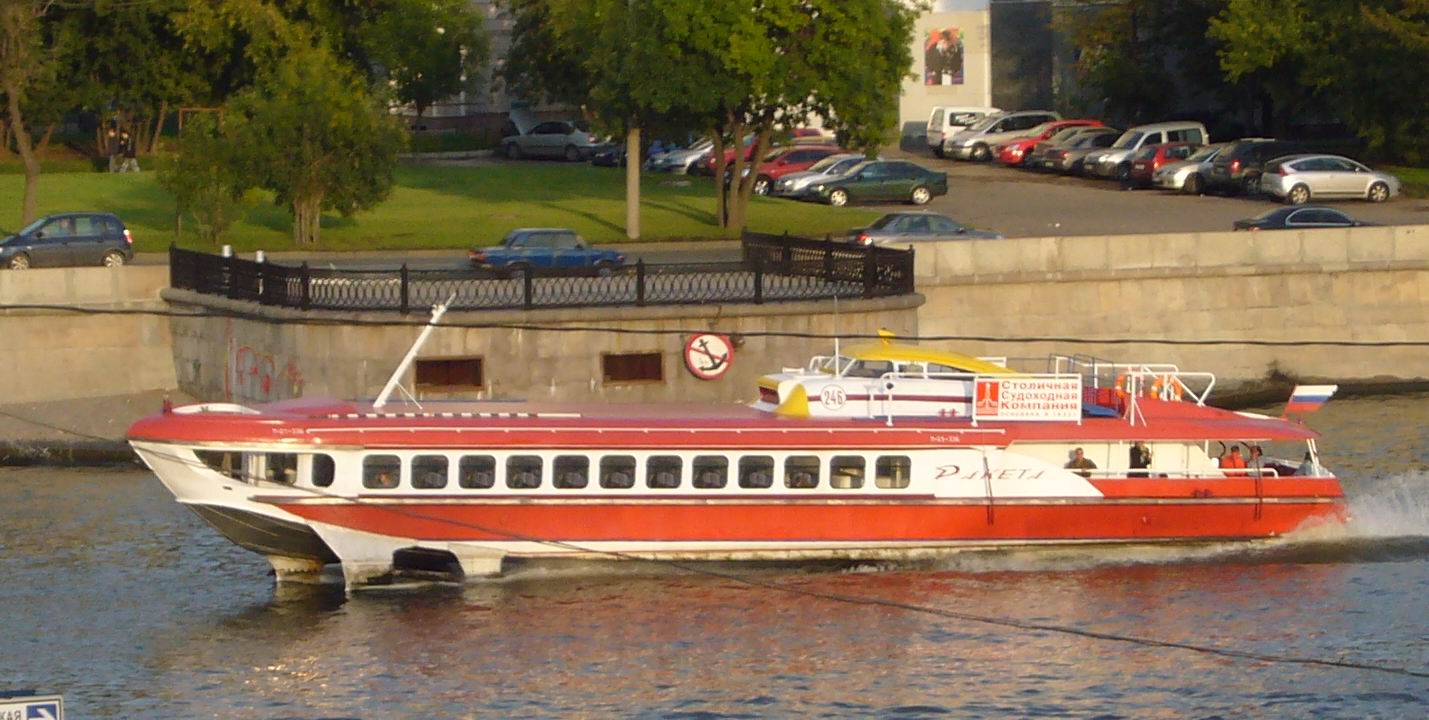
«Ракета-246» на Москве-реке, 2007 год.
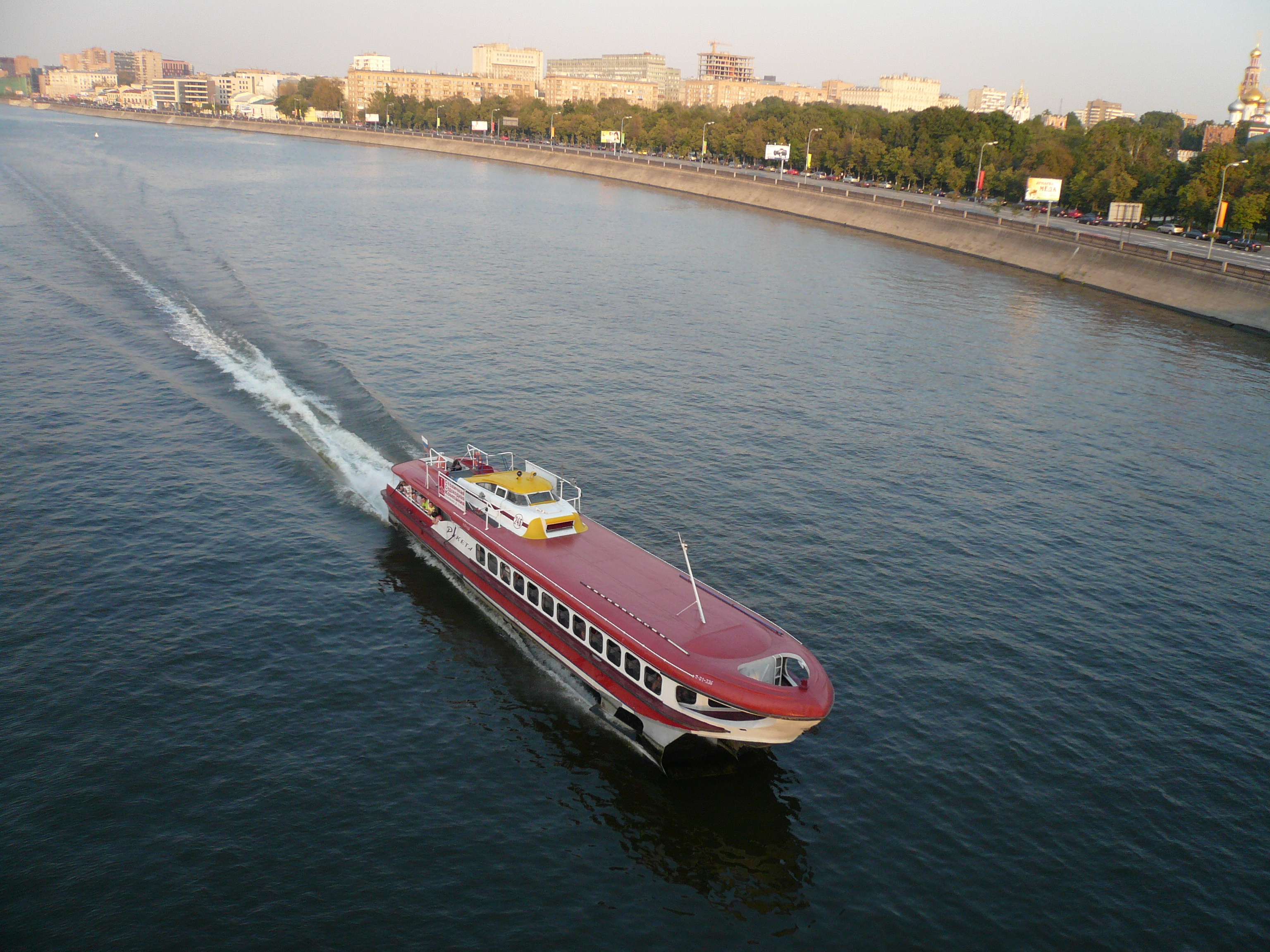
«Ракета-246» на Москве-реке, 2008 год.
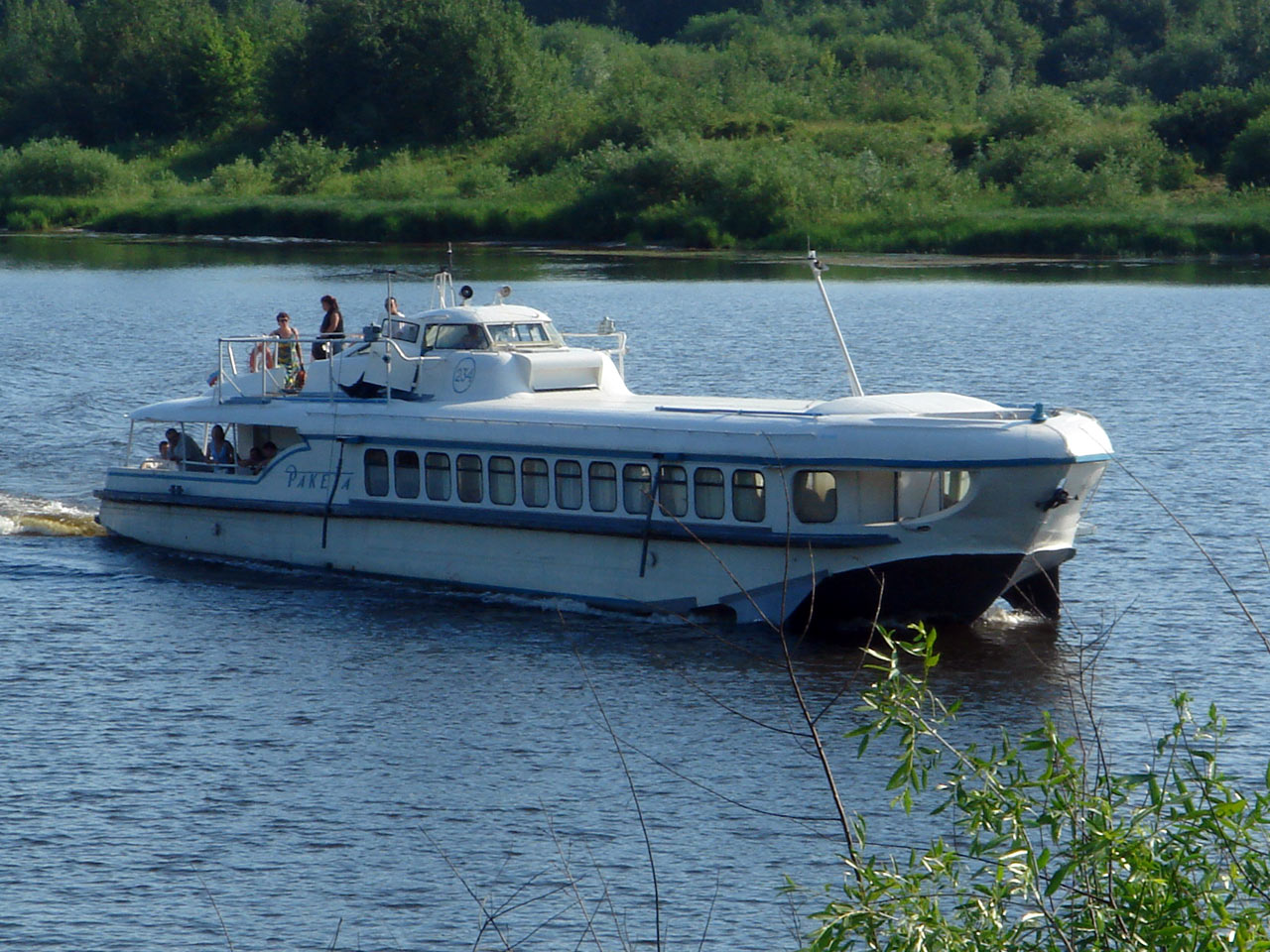
«Ракета-234» на реке Волге, 2008 год.
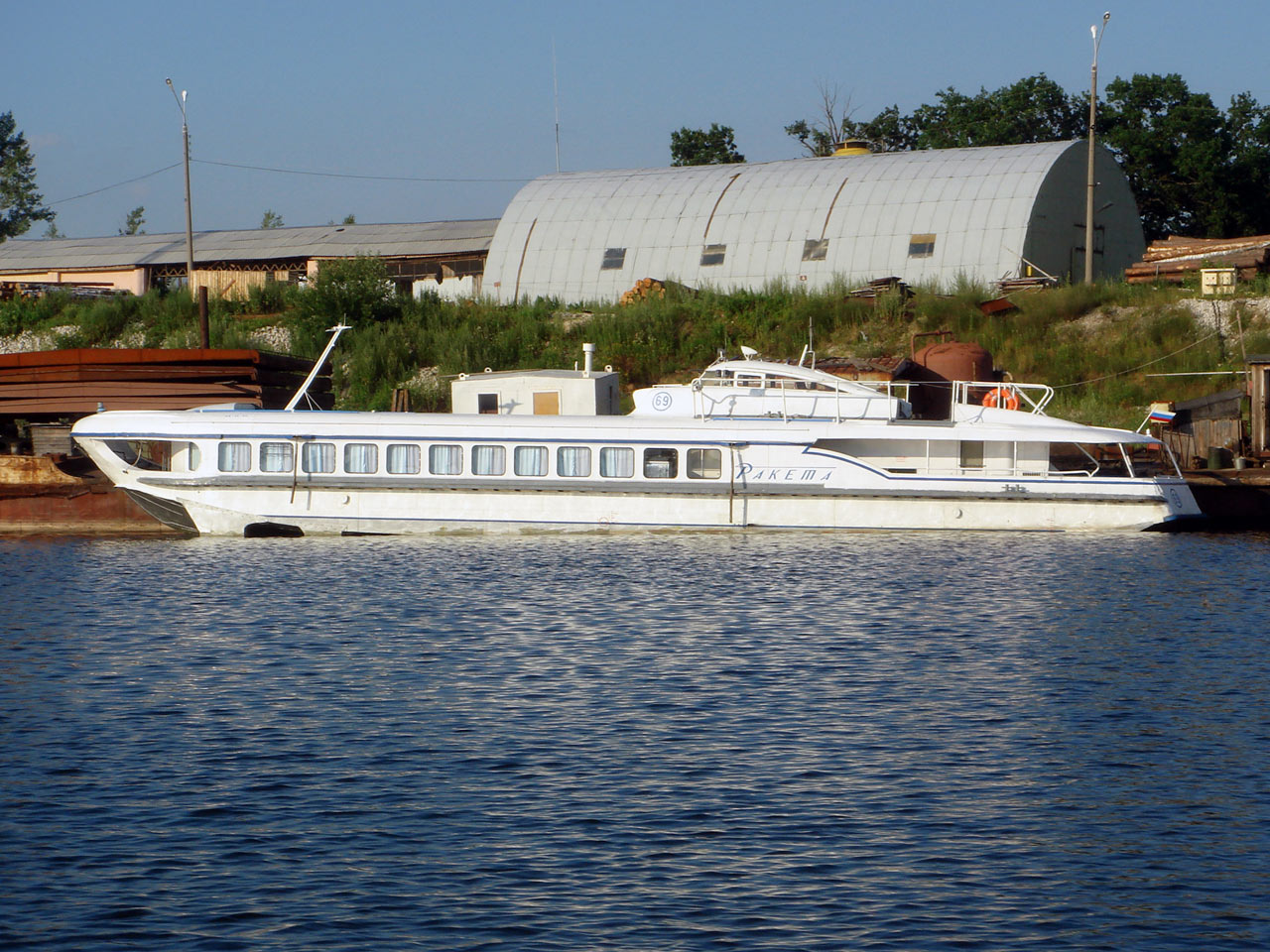
«Ракета-69» на реке Волге, 2008 год.
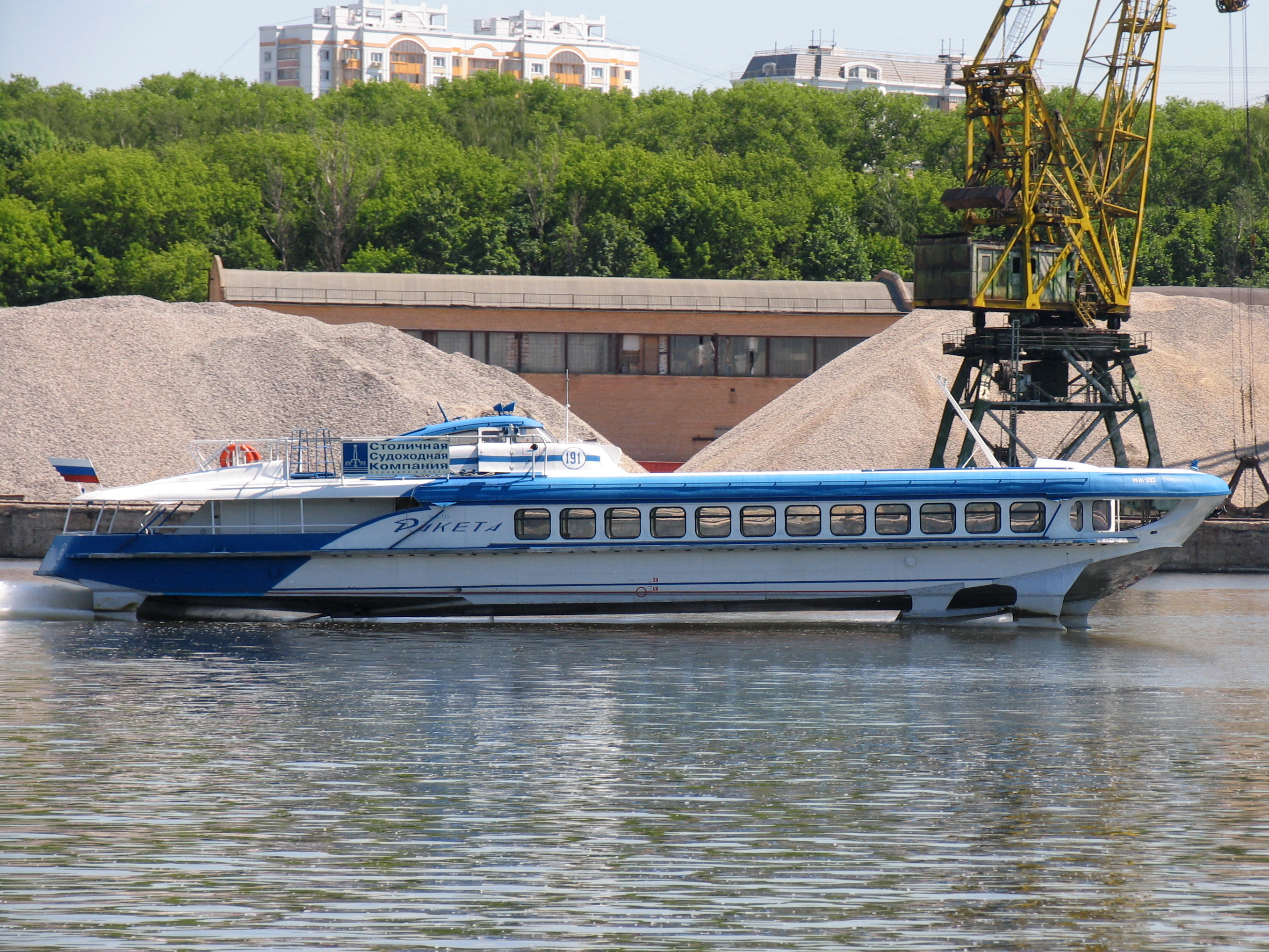
«Ракета-191» на Химкинском водохранилище, 2012 год.
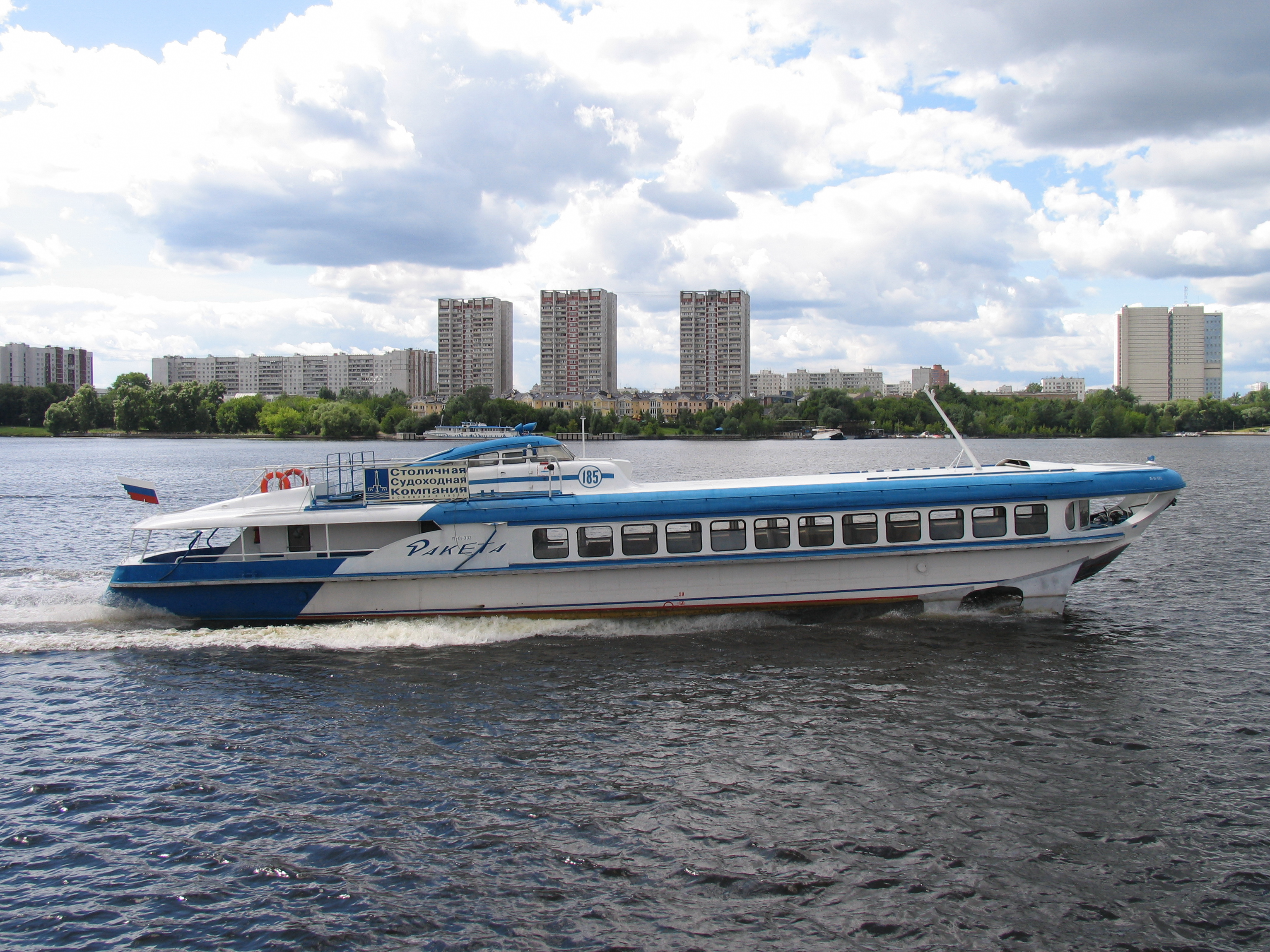
«Ракета-185» на Химкинском водохранилище, 2012 год.
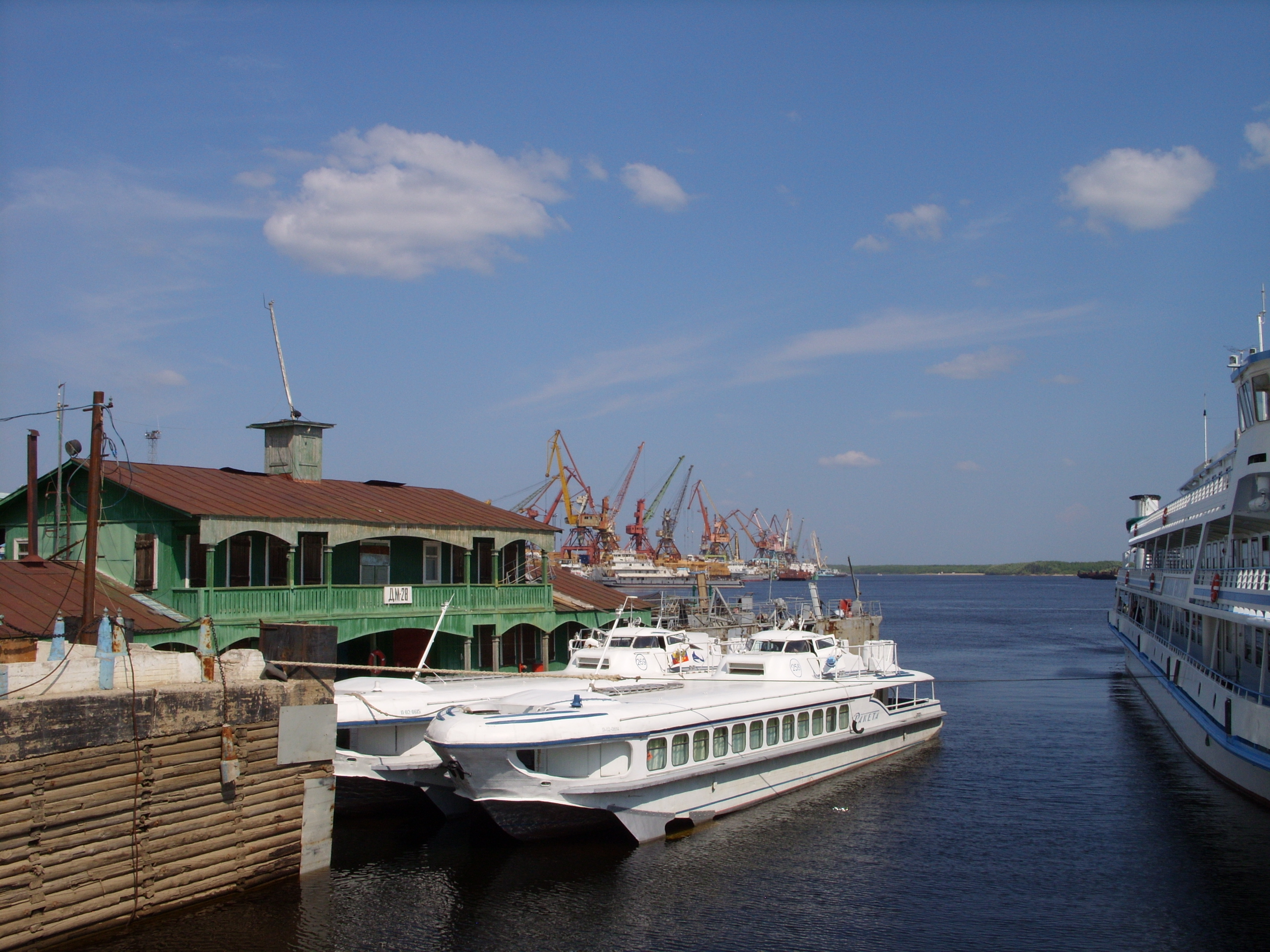
«Ракета-269» и «Ракета-258» на реке Лене, 2014 год.
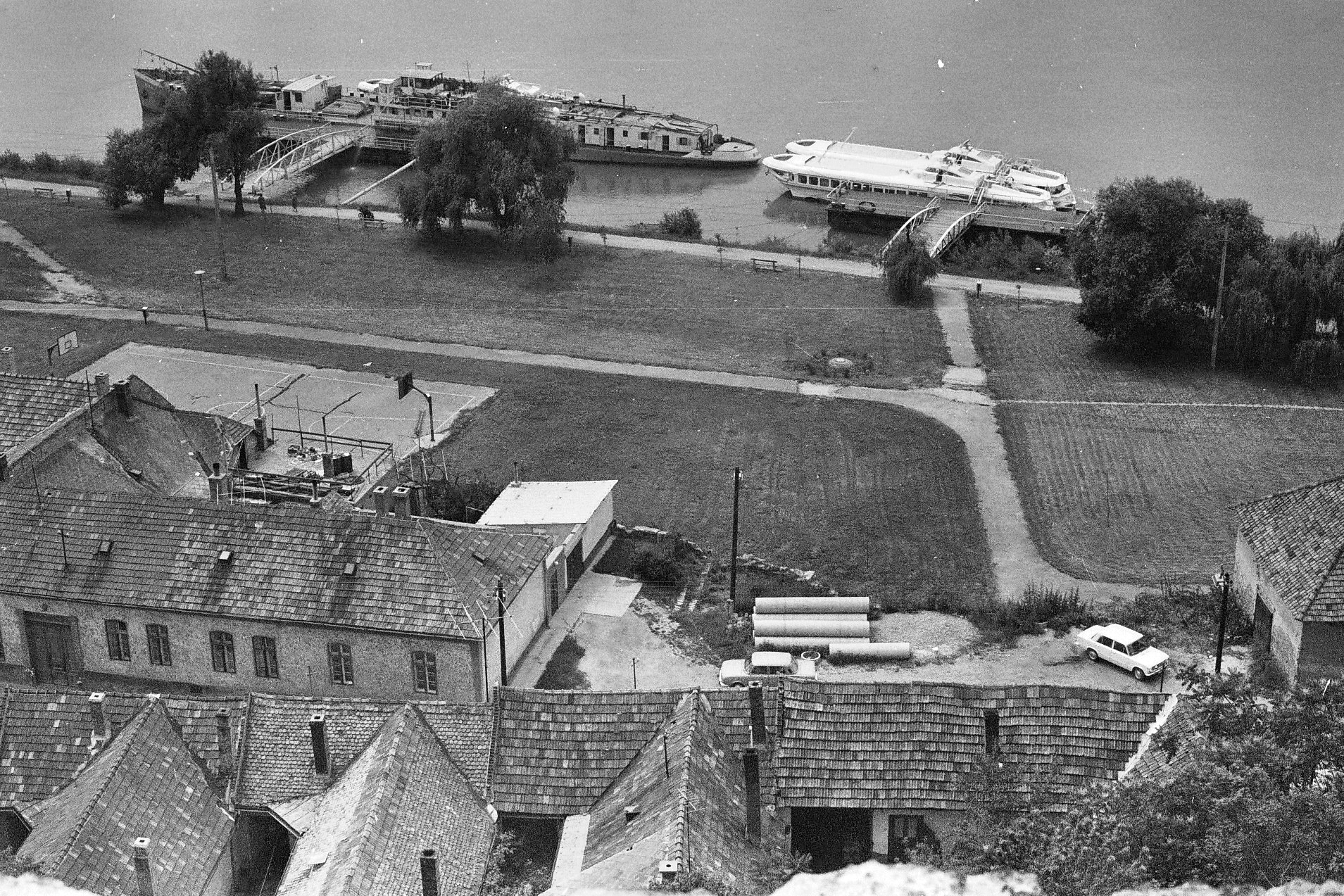
Учебное судно «Buda» и два судна на подводных крыльях «Ракета» у причала, город Эстергом, 1985 год.
- «Ракета» на подстаканнике «Город Горький»
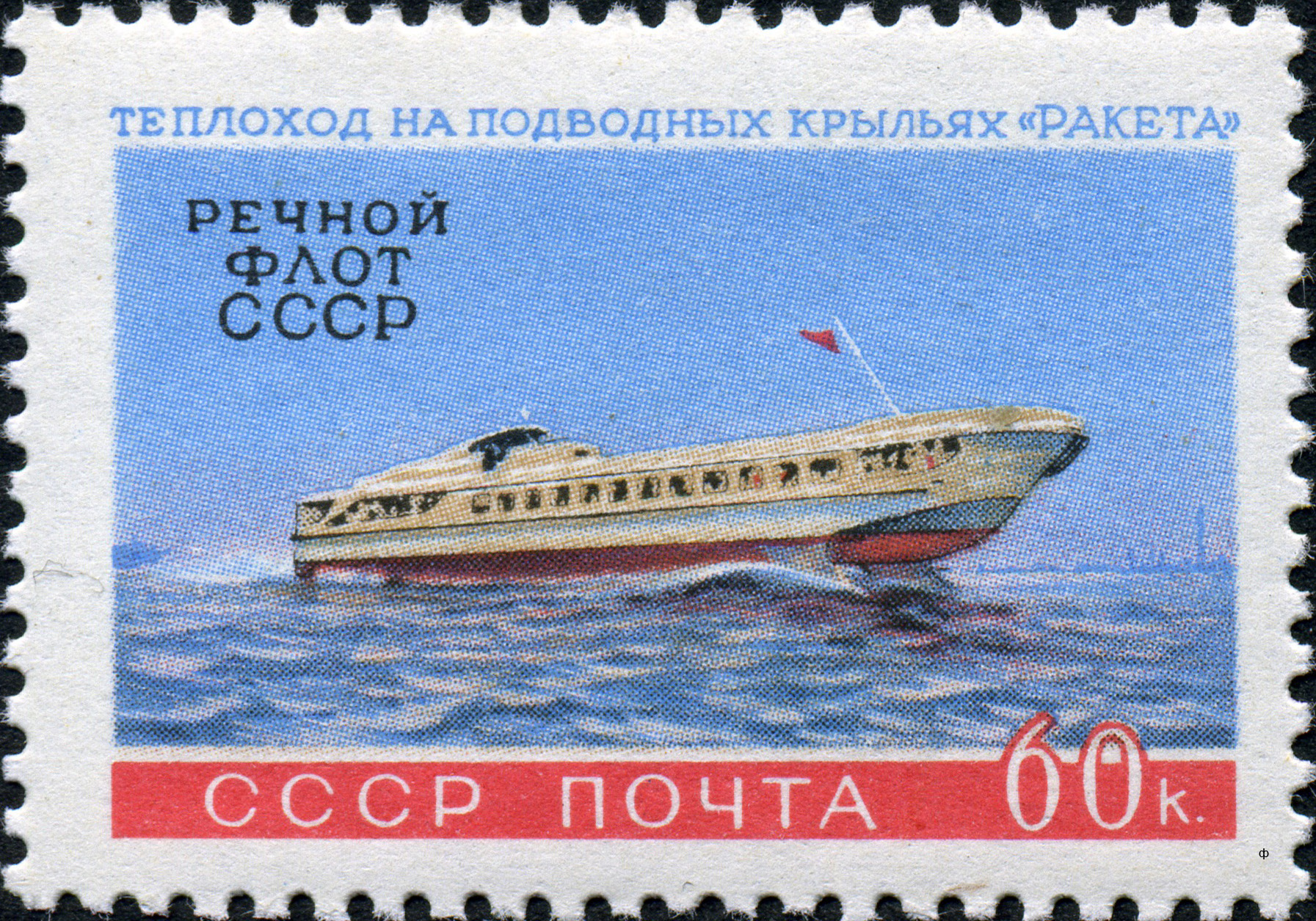
Почтовая марка, 1960 год